# Hochsicherheitsgefängnis Kirikiri
Das Hochsicherheitsgefängnis Kirikiri (englisch Kirikiri Maximum Security Prison) ist ein Gefängnis westlich vom Hafenviertel Apapa der nigerianischen Stadt Lagos. Das Gefängnis wurde 1955 gegründet und stammt damit noch aus der Kolonialzeit. Es ist nach unterschiedlichen Quellen für 956 oder 1056 Gefangene ausgelegt.

## Haftbedingungen
Laut einem Bericht der nigerianischen Menschenrechtsorganisation Civil Liberties Organisation von 1991 war das Gefängnis für seine Überbelegung berüchtigt, ebenso für seine entwürdigende Behandlung von Gefangenen, entsetzlichen Lebensbedingungen, mangelhafte medizinische Versorgung und eine sehr hohe Todesrate.
Im Jahr 2018 war das Hochsicherheitsgefängnis mit 2600 Insassen immer noch deutlich überbelegt.

## Weitere Gefängnisse
Neben dem Hochsicherheitsgefängnis gibt es in Kirikiri auch ein normales Gefängnis, das 1964 gegründete Kirikiri Medium Prison mit einer Kapazität von 1700 Personen. Außerdem gibt es das 1963 gegründete Kirikiri Female Prison, das einzige Frauengefängnis in Nigeria. Es ist ebenfalls ein Hochsicherheitsgefängnis und für 211 Frauen ausgelegt.
Im März 2018 gab Großbritannien bekannt, dass es einen neuen Trakt mit 112 Betten in Kirikiri bauen lassen will, um nigerianische Gefangene dorthin zu verlegen. Es soll den Standards der Vereinten Nationen entsprechen.

## Bekannte Insassen
- Chris Abani (* 1966), Schriftsteller[7]
- Hamza al-Mustapha (* 1960), Offizier und Sicherheitschef des Diktators Sani Abacha[1]
- Chief Bode George (* 1945), Politiker[1]
- Fela Kuti (1938–1997), Musiker[8]
- Olusegun Obasanjo (* 1937), Staatspräsident[9]
- Clifford Orji († 2012), Kannibale[1]
- Wole Soyinka (* 1934), Schriftsteller und Literaturnobelpreisträger[10]
- Shehu Musa Yar'Adua (1943–1997), Generalmajor und Vizepräsident von Nigeria[1]